# 天主教帝力總教區
天主教帝力總教區（拉丁語：Archdioecesis Diliensis）是羅馬天主教會在東帝汶的教省總教區，下轄兩個教區。總教區面積4,775平方公里。範圍包括東帝汶中部，以及歐庫西區。截至2019年，總教區共有63萬176位教友、30個堂區和149位司鐸。
1940年9月4日自澳門教區分出。現任總主教為比爾希略·多卡爾莫·達席爾瓦，榮休宗座署理為嘉祿·斐理伯·西門內斯·貝洛。

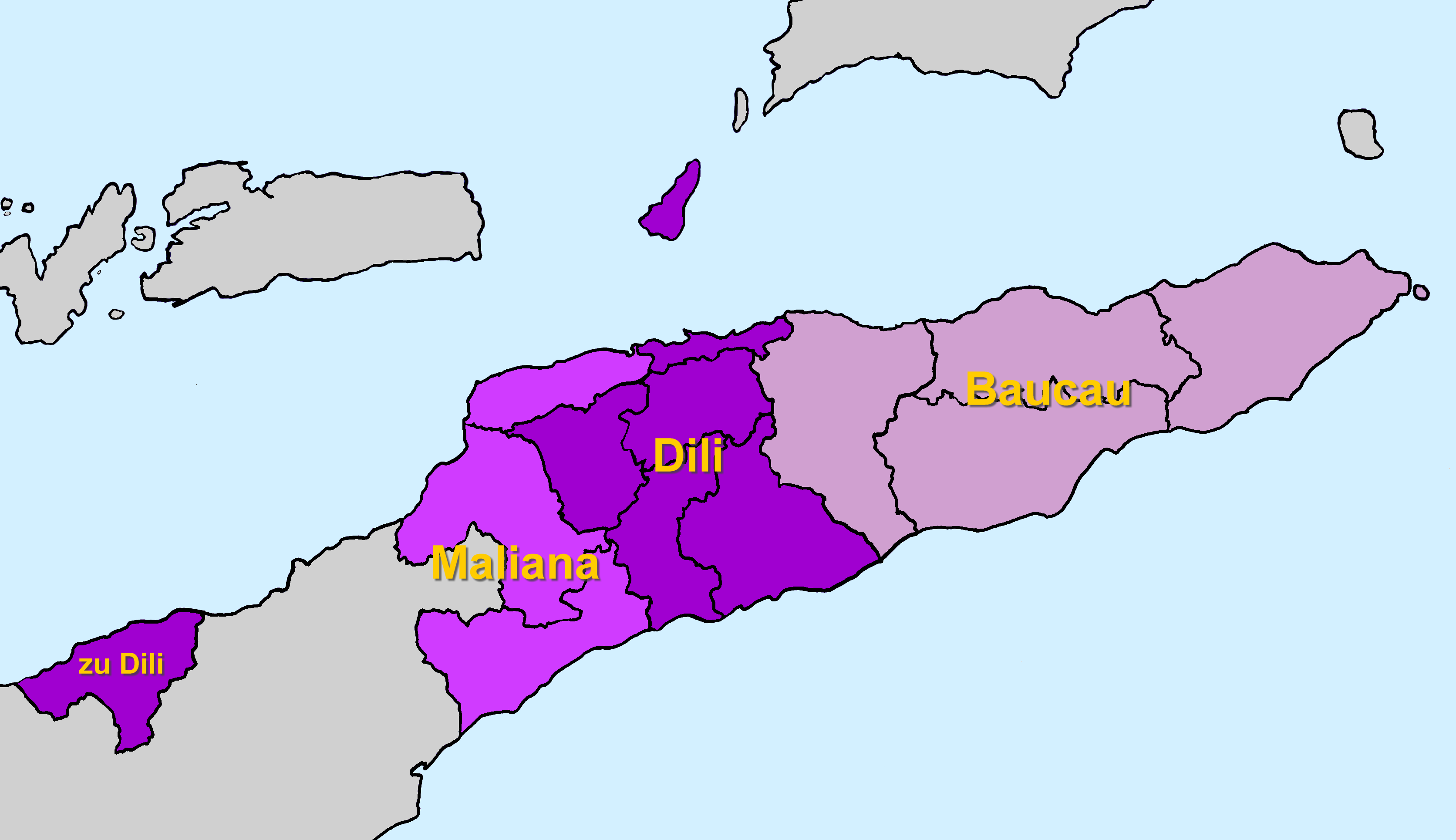
帝力教區管轄範圍圖